# Something for Everybody
| Recensione                   | Giudizio |
| ---------------------------- | -------- |
| AllMusic                     | [ 2 ]    |
| MusicHound                   | [ 3 ]    |
| Rough Guides (ristampa 1999) | [ 4 ]    |

Something For Everybody è il nono album in studio di Elvis Presley, pubblicato nel 1961 negli Stati Uniti.

## Descrizione
Le sedute di registrazione ebbero luogo l'8 novembre 1960, nello studio Radio Recorders di Hollywood, dove venne registrata “I slipped, I stumbled, I fell”, parte dalla colonna sonora del film Paese selvaggio, e il resto il 12 e il 13 marzo 1961 nello studio B della RCA a Nashville, Tennessee. Venne pubblicato negli Stati Uniti dalla RCA Records in formato mono e stereo nel giugno 1961.
Il 13 luglio 1999, la RCA ha ristampato l'album in formato compact disc in versione rimasterizzata con l'aggiunta di 6 bonus tracks, 4 singoli e 2 B-side risalenti al periodo 1961 e 1962, modificando così la scaletta originale dell'album.

## Accoglienza
Il disco raggiunse la prima posizione della classifica Top Pop Albums degli album più venduti negli Stati Uniti per tre settimane.

## Tracce

### Lato 1
1. There's Always Me (Don Robertson) - 2:16
2. Give Me the Right (Fred Wise e Norman Blagman) - 2:32
3. It's A Sin (Fred Rose e Zeb Turner) - 2:39
4. Sentimental Me (James T. Morehead e James Cassin) - 2:31
5. Starting Today (Don Robertson) - 2:03
6. Gently (Murray Wisell e Edward Lisbona) - 2:15

### Lato 2
1. I'm Comin' Home (Charlie Rich) - 2:20
2. In Your Arms (Aaron Schroeder e Wally Gold) - 1:50
3. Put the Blame On Me (Fred Wise, Kay Twomey, Norman Blagman) - 1:57
4. Judy (Teddy Redell) - 2:10
5. I Want You With Me (Woody Harris) - 2:13
6. I Slipped, I Stumbled, I Fell (Fred Wise e Ben Weisman) - 1:35

### Ristampa del 1999
1. Surrender (Doc Pomus e Mort Shuman) - 1:51
2. There's Always Me (Don Robertson) - 2:16
3. Give Me the Right (Fred Wise e Norman Blagman) - 2:32
4. It's A Sin (Fred Rose e Zeb Turner) - 2:39
5. Sentimental Me (James T. Morehead e James Cassin) - 2:31
6. Starting Today (Don Robertson) - 2:03
7. Gently (Murray Wisell e Edward Lisbona) - 2:15
8. I'm Comin' Home (Charlie Rich) - 2:20
9. In Your Arms (Aaron Schroeder e Wally Gold) - 1:50
10. Put the Blame On Me (Fred Wise, Kay Twomey, Norman Blagman) - 1:57
11. Judy (Teddy Redell) - 2:10
12. I Want You With Me (Woody Harris) - 2:13
13. I Feel So Bad (Chuck Willis) - 2:53
14. (Marie's the Name) His Latest Flame (Doc Pomus e Mort Shuman) - 2:07
15. Little Sister (Doc Pomus e Mort Shuman) - 2:30
16. Good Luck Charm (Aaron Schroeder e Wally Gold) - 2:23
17. Anything That's Part of You (Don Robertson) - 2:04
18. I Slipped, I Stumbled, I Fell (Fred Wise e Ben Weisman) - 1:35

## Formazione
- Elvis Presley – voce, chitarra
- Millie Kirkham - cori
- The Jordanaires - cori
- Boots Randolph - sassofono
- Scotty Moore – chitarra elettrica
- Hank Garland - chitarra elettrica
- Tiny Timbrell - chitarra elettrica
- Jerry Kennedy - chitarra elettrica
- Neal Matthews - chitarra elettrica
- Floyd Cramer - pianoforte, organo
- Dudley Brooks - pianoforte
- Gordon Stoker - pianoforte
- Bob Moore - basso
- Meyer Rubin - basso
- D. J. Fontana - batteria
- Buddy Harman – batteria